# Giáo hoàng Agathô
Agathôn  (Tiếng Latinh: Agatho) là vị giáo hoàng thứ 79 của giáo hội Công giáo. Ông đã được giáo hội suy tôn là thánh sau khi qua đời. Theo niên giám tòa thánh năm 1806 thì ông đắc cử Giáo hoàng vào năm 678 và ở ngôi Giáo hoàng trong 3 năm 6 tháng và khoảng 16 ngày. Niên giám tòa thánh năm 2003 xác định triều đại của ông bắt đầu vào ngày 27 tháng 6 năm 678 và kết thúc vào ngày 10 tháng 1 năm 681.
Giáo hoàng Agathôn sinh tại Palermo, Ý. Một số nguồn cho rằng có lẽ ông có nguồn gốc Đông phương, ông đã sống lâu năm ở Palermo (Sicilia) trước khi đến Rôma.

## Triều giáo hoàng
Ông đã gìn giữ những mối quan hệ chặt chẽ với các giám mục Anh và khích lệ Ireland như là một trung tâm văn hoá. Agatho được gọi là "Thánh chữa bệnh" vì nhiều phép lạ ông đã làm. Ông đắc cử Giáo hoàng khi đã rất cao niên, có lẽ khoảng 107 tuổi.
Ông cũng đã làm cho Rô-ma thoát khỏi các thuế của hoàng đế và làm cho Tổng giám mục của Ravenna thừa nhận quyền của Tòa Rô-ma và tăng thêm ảnh hưởng của Rô-ma trên hàng giáo sĩ Tây phương. Tên của ông trong tiếng Hy-lạp Agathos có nghĩa là "tốt, dũng cảm". Ông đã được Giáo hội phong thánh và được mừng lễ vào ngày 10 tháng 1. Ông cũng được xem là người bảo trợ của thành phố Palermô.

## Công đồng Constantinôpôli

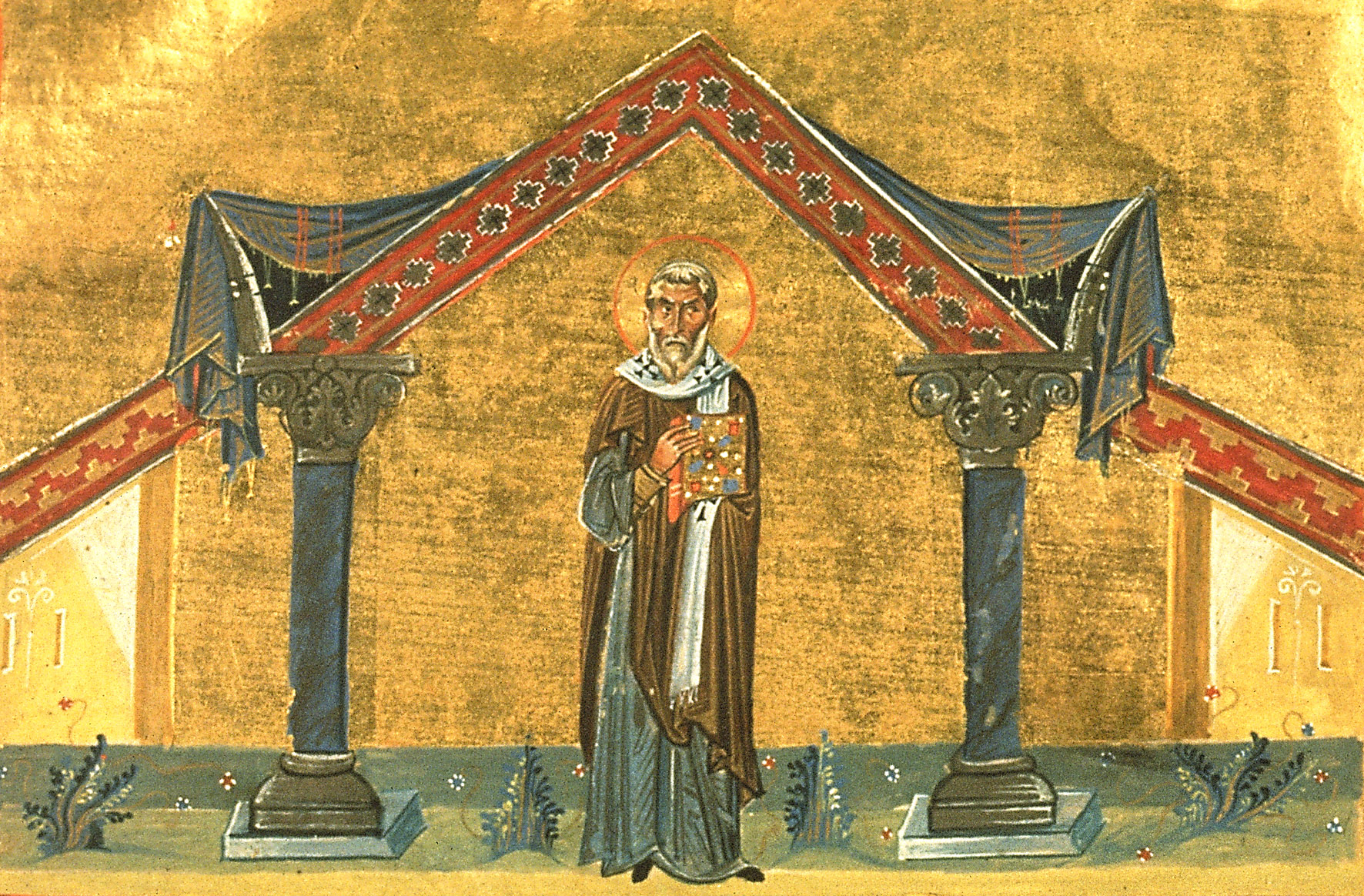
Giáo hoàng Agathô trong Bản thảo Basil II

Trong triều đại của ông đã chấm dứt hơn 60 năm cơn khủng hoảng "Nhất Ý chủ nghĩa". Agatho cử một phái đoàn đến Constantinopolis để tham dự một công đồng do Hoàng Đế Constantine IV chủ trì, công đồng này lên án lạc thuyết Nhất Ý. Giáo hoàng Agathon trổ tài ngoại giao, làm nguôi lòng người. Đệ III công đồng Constantinôpôli (công đồng chung thứ 6) họp tháng 11/680 đến tháng 9/681. Công đồng quy tụ 165 giám mục phương Đông, 6 giám mục phương Tây. Công đồng lên án thuyết Đức Kitô "một ý chí, một hành động" của Sergius, công bố học thuyết hai bản tính, theo đức tin Công giáo và giải thể các bè rối dưới mọi hình thức.
Bình an được tái lập trong Giáo hội. Nhưng một biểu hiện khác lại xảy ra ngay trong công đồng: các Thượng Phụ bêu diếu cố Thượng Phụ Sergiô, tác giả chính của sự lầm lạc, nhưng đồng thời, các ông lại cũng bêu diếu luôn Đức Hônôriô I tội đồng lõa với Sergius.